# Oberpfälzerwald-Gebiet
Die Region Oberpfälzerwald-Gebiet (tschechisch: Českoleská oblast) ist ein geomorphologisches Gebiet an der Grenze zwischen Südwestböhmen und Ostbayern. Innerhalb der tschechischen geomorphologischen Abteilung gehört es zur Böhmerwald-Subprovinz, zusammen mit dem im Südosten damit verbundenen Böhmerwald-Hochland. In Bayern überschneidet es sich teilweise mit dem Gebiet Oberpfälzisch-Bayerischer Wald, das innerhalb der deutschen Unterteilung definiert ist und dem deutschen Teil der Unterprovinz Böhmerwald entspricht. Im Nordwesten berührt das Gebiet Českoleská oblast das Erzgebirge, Thüringisch-Fränkisches Mittelgebirge (Fichtelgebirge), Podkrušnohorské pahorkatina (Eger-Becken) und Karlsbader Gebirge. Im Nordosten das Plzeňská pahorkatina.
Geomorphologische Einteilung Tschechiens mit der Hauptgruppe der Böhmischen Masse (Česká vysočina, rot markiert)

## Lage und Ausdehnung
Der deutsche Teil ist in folgende Einheiten unterteilt:
- Hinterer Oberpfälzer Wald (400, Oberpfalz) – der höchste Teil entlang der tschechisch-deutschen Grenze
- Vorderer Oberpfälzer Wald (401, Oberpfalz)
- Cham-Further Senke (402, Všerubská vrchovina)

## Geomorphologische Klassifizierung
- System: Hercynisch
- Untersystem: Hercynisches Gebirge
- Provinz: Böhmische Masse (Česká vysočina)
- Subprovinz: Böhmerwald-Subprovinz (Šumavská subprovincie)
- Gebiet: Oberpfälzerwald-Gebiet (Českoleská oblast)
- Haupteinheiten: Oberpfälzer Wald (Český les), Podčeskoleská pahorkatina („Hügelland beim Oberpfälzer Wald“), Cham-Further Senke (Všerubská vrchovina)